# Rimnersvallen
A Rimnersvallen egy labdarúgó-stadion Uddevallában, Svédországban. A stadion 1921-ben épült, maximális befogadóképessége 20 000 fő.
Az 1958-as labdarúgó-világbajnokság egyik helyszíne volt, egy csoportmérkőzést rendeztek itt.

## Események

### 1958-as világbajnokság
| Dátum       | Időpont UTC+1 | Pályaválasztó | Eredmény | Vendég   | Forduló    | Nézők  |
| ----------- | ------------- | ------------- | -------- | -------- | ---------- | ------ |
| 1958.06.08. | 19.00         | Brazília      | 3–0      | Ausztria | 4. csoport | 20 000 |